# Aloísio dos Santos Gonçalves
Aloísio dos Santos Gonçalves (Araranguá, Santa Catarina, 19 de junio de 1988) más conocido como Aloísio, es un futbolista brasileño naturalizado chino que juega de delantero en el club América Futebol Clube del Campeonato Brasileño de Serie A y en la selección china.

## Trayectoria
Aloísio comenzó su carrera profesional en el año 2006 en el Grêmio teniendo 18 años. Al año siguiente fue a préstamos al Chiasso da Suiza y regresó a Brasil en el 2009. En el año 2010 fue a jugar al Caxias. En tanto, en el 2011 partió a préstamo al club Chapecoense por un año. Allí Aloísio destacó en el Campeonato Catarinense de 2011, y su equipo terminó siendo campeón. Posteriormente pasó al club Figueirense, donde ganó el Campeonato Catarinense.

### São Paulo
A inicios del año 2013, fue fichado en el São Paulo F.C para afrontar las copas internacionales a las que el club accedió por ser campeón de la Copa Sudamericana 2012. Estas son: la Copa Libertadores 2013, Recopa Sudamericana 2013 (en que marcó un gol), y la Copa Sudamericana 2013.

## Clubes
| Club                    | País   | Año             |
| ----------------------- | ------ | --------------- |
| Grêmio                  | Brasil | 2006            |
| FC Chiasso              | Suiza  | 2007–2008       |
| Grêmio                  | Brasil | 2008–2009       |
| Caxias                  | Brasil | 2010            |
| Chapecoense             | Brasil | 2011            |
| Figueirense             | Brasil | 2011–2012       |
| São Paulo               | Brasil | 2013–2014       |
| Shandong Luneng         | China  | 2014–2016       |
| Hebei Fortune           | China  | 2016–2017       |
| Meizhou Meixian Techand | China  | 2018–2022       |
| América Futebol Clube   | Brasil | 2022–actualidad |

## Títulos

### Torneos regionales
| Título                 | Club                              | Estado             | Año  |
| ---------------------- | --------------------------------- | ------------------ | ---- |
| Campeonato Gaúcho      | Grêmio Foot-Ball Porto Alegrense  | Río Grande del Sur | 2007 |
| Campeonato Catarinense | Associação Chapecoense de Futebol | Santa Catarina     | 2011 |

### Torneos nacionales
| Título             | Club            | País                    | Año  |
| ------------------ | --------------- | ----------------------- | ---- |
| Copa de China      | Shandong Luneng | República Popular China | 2014 |
| Supercopa de China | Shandong Luneng | República Popular China | 2015 |

### Distinciones individuales
| Distinción                                          | Año  |
| --------------------------------------------------- | ---- |
| Máximo goleador de la Superliga de China (22 goles) | 2015 |